# Viñal (Lugo)
Viñal (llamada oficialmente O Viñal) es una aldea española situada en la parroquia de Saá, del municipio de Puebla del Brollón, en la provincia de Lugo, Galicia.

## Geografía
Está situado a 441 metros de altitud, cerca del curso del río Saa.

## Demografía
| Gráfica de evolución demográfica de Viñal entre 2000 y 2020 |
|                                                             |
| Datos según el nomenclátor publicado por el INE.            |